# Cleyera japonica
Il sakaki (Cleyera japonica Thunb., 1783) è un albero sempreverde appartenente alla famiglia Pentaphylacaceae. Cresce spontaneo nelle regioni più calde del Giappone, della Corea e della Cina continentale.

## Etimologia
La parola giapponese sakaki è scritta 榊, con un carattere kanji che combina la radicale 木 ki "albero, legno" con 神 kami "divinità, spirito". Sakaki è scritto in giapponese moderno con un logogramma eccezionalmente doppio che è un ideogramma in senso stretto, poiché rappresenta un'idea, ed è un kokuji (国字), cioè un carattere inventato in Giappone. I kokuji spesso indicano proprio piante e animali tipicamente giapponesi, non presenti originariamente in Cina, e quindi non scritti di norma con caratteri cinesi. La parola si può trovare anche scritta サカキ, con il sillabario katakana.

L'etimologia della parola sakaki (榊) è incerta. C'è accordo sul fatto che il suffisso -ki (木) indica un albero, ma la parte iniziale della parola può essere differentemente interpretata: sakae-ki "albero sempreverde" (da sakae 栄え "fiorente, lussureggiante, prospero") o sakai-ki "albero del limitare" (da sakai 境 "confine, limite"). La seconda ipotesi è suffragata dal fatto che i santuari shintoisti sono spesso circondati da shinboku (神木 "alberi sacri").

## Descrizione
Può raggiungere un'altezza di 10 metri. Le foglie sono lunghe 6–10 cm, lisce, ovali, coriacee, lucide e di colore verde scuro sopra, verde-giallognolo sotto, con un solco profondo per lo stelo. La corteccia dell'albero è di colore marrone scuro rossiccio e liscia. I fiori, piccoli e profumati, color crema, si aprono all'inizio dell'estate, e sono seguiti da bacche che sono inizialmente rosse e diventano nere alla maturazione. Il sakaki è uno degli alberi comuni nel secondo strato delle foreste di quercia.

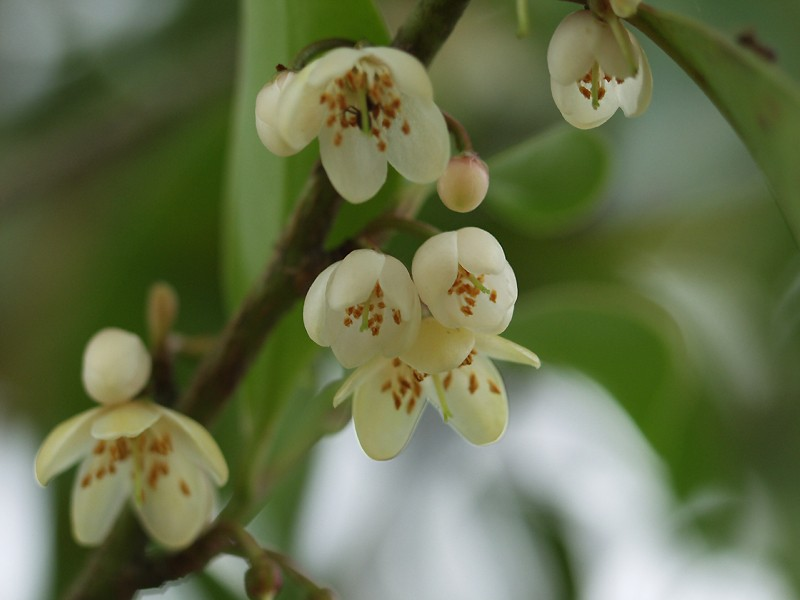
Fiori
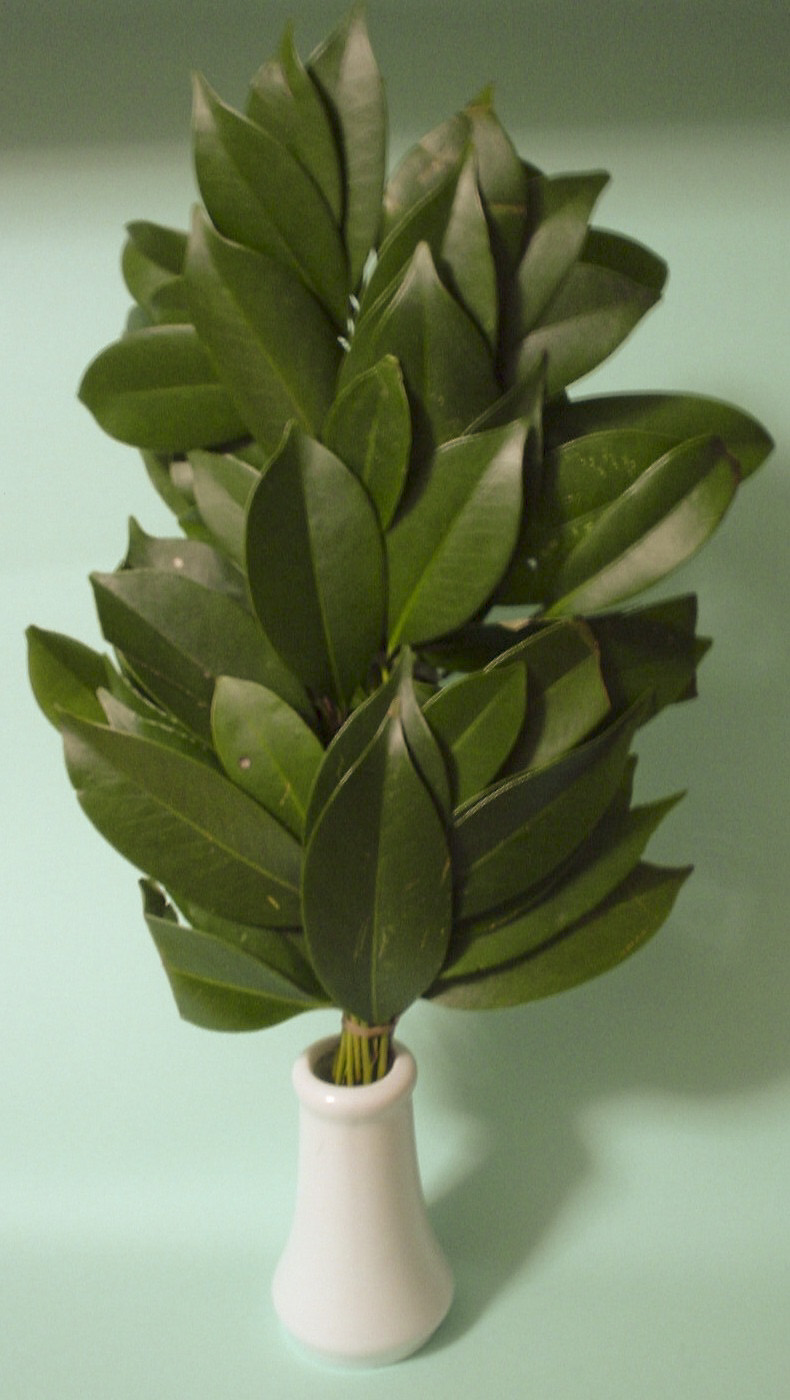
Foglie

## Usi

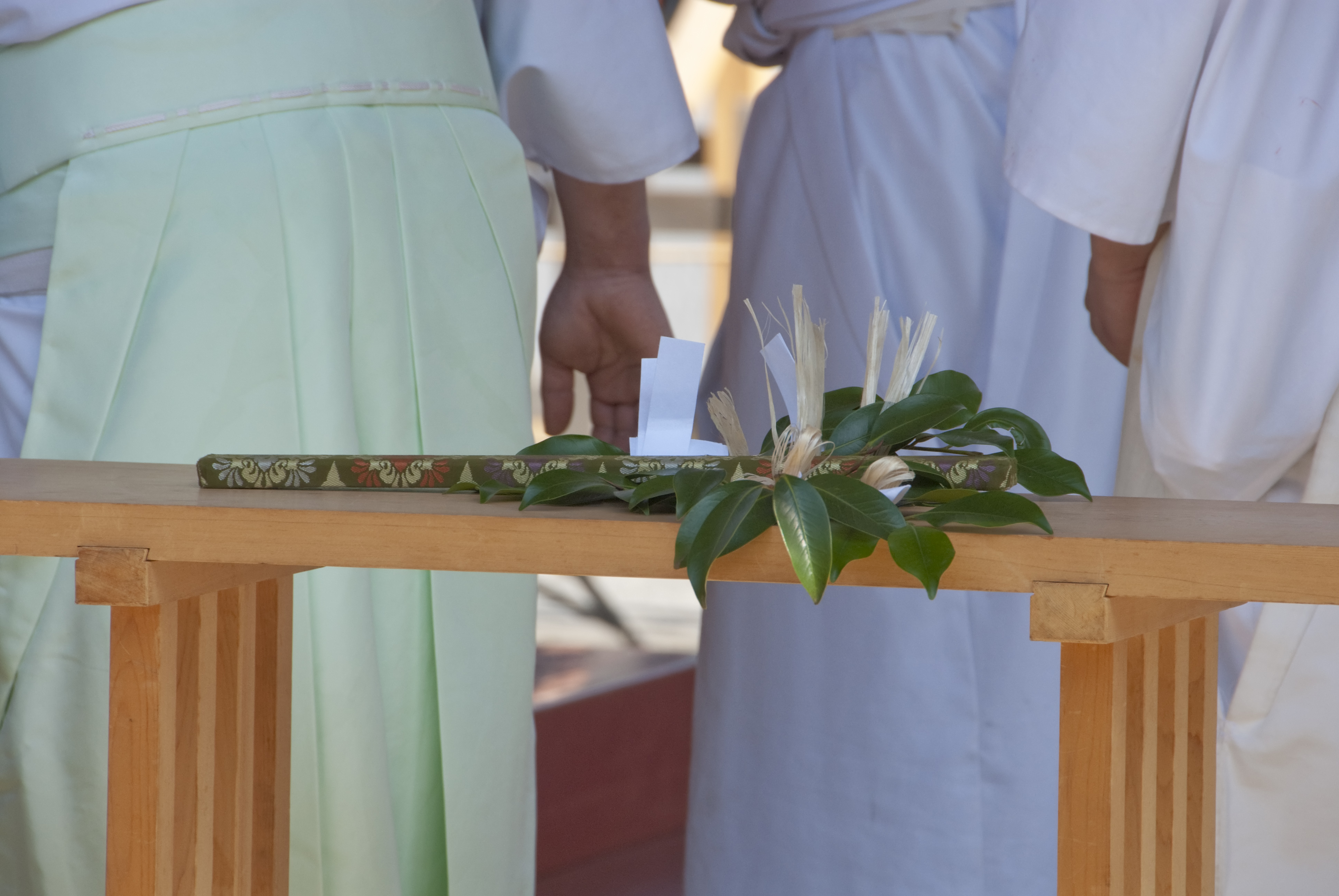
Un tamagushi su un tavolo durante una cerimonia

- Il legno di sakaki è usato per fabbricare utensili (soprattutto pettini), come materiale da costruzione e come combustibile.
- Il sakaki è considerato un albero sacro nella religione shintoista, assieme ad altri sempreverdi quali lo hinoki (檜 "cipresso giapponese") e il kansugi (神杉 "crittomeria sacra").
Nelle offerte rituali ai kami (神 "divinità, spiriti"), rami di sakaki vengono decorati con fettucce di carta (shide 紙垂, 四手) così da ottenere un tamagushi (玉串).